# حملة نهر بروت
معركة بروت 1710م هي سلسلة من الاشتباكات المحدودة التي وقعت بين العثمانيين بقيادة الصدر الأعظم بلطجي محمد باشا وبين جيش الإمبراطورية الروسية بقيادة شخصية من بطرس الأكبر قيصر روسيا. وأسفرت عن توقيع معاهدة بروت.

## الأحداث
نتيجة الحرب التركية العظمى خسرت الدولة العثمانية حصن آزاك (روستوف حالياً) وهو بوابة البحر الأسود، حيث كانت رغبة القيصر الدائمة هي الوصول بدولته إلى البحار الدافئة.
حدثت عدة مواجهات بعدها بين القيصر وبين كارل الثاني عشر ملك السويد وبالرغم من تمكن ملك السويد من تحقيق عدة انتصارات على الروس إلا أنه هُزم هزيمة ساحقة في معركة بولتافا. قضت هذه الهزيمة على الجزء الأهم من جيشه وأرغمته على الفرار إلى مدينة بيندر العثمانية حيث قدّم طلباً رسمياً للجوء للسلطان أحمد الثالث. وفي أثناء مطاردة الروس له دخل قسم من الجنود الروس إلى الأراضي العثمانية فاعتبر الديوان ذلك سبباً للحرب وفي 20 نوفمبر 1710 أعلنت الحرب على روسيا. لكن السبب الفعلي كان هو الرغبة في استعادة آزاك من الروس.
تقدم بلطجي محمد باشا ومعه 120 ألف جندي عثماني وتمكن من العثور على الجيش الروسي عند نهر بروت وحاصرهم. كان بالإمكان حينئذ أسر القيصر والقضاء على روسيا نهائياً. إلا أن الإنكشارية لم تكن متحمسة للهجوم على مواقع الروس.
كان الحدث الرئيسي والحاسم للنزاع هو معركة ستنليشتي (Stănilești) (التي بدأت في 18 يوليو 1711) ، والتي خلالها القوات المولدافية والروسية المشتركة، تحت قيادة كانتيمير و كان الأخير تحت حكم بطرس الأكبر وبوريس شيريميتيف محاطين وأجبرا على الاستسلام (في 22 يوليو) للجيش العثماني الأكبر بقياد محمد باشا. أرسل القيصر مندوباً عنه إلى بلطجي محمد باشا عارضاً عليه إعادة آزاك في مقابل السماح له ولجيشه بالعودة، وكان هدف القيصر المماطلة أساساً ولم يكن ينوي تسليم أراضي. ونتيجة لتعنت الانكشارية وضغط مساعديه، وافق بلطجي محمد باشا على العرض ووقعت معاهدة بروت التي نصت على إعادة الروس لآزاك ووقف تدخلهم في شئون القوزاق.
وصل ملك السويد لمعسكر الجيش العثماني واستاء من موقف بلطجي محمد باشا ومن تضييعه للفرصة ووعده بأنه سيشكوه للسلطان. وبالفعل فإن السلطان بعد أن أمر بإقامة الأفراح في البداية غضب على بلطجي محمد باشا وعزله. وبالرغم من المعاهدة إلا أن القيصر تعنت في الانسحاب من آزاك وتعلل بأسباب واهية. حينئذ قرر السلطان أحمد الثالث الخروج لحرب الروس بنفسه. لكن القيصر الذي خشي من حرب على جبهتين اضطر للانسحاب وترك آزاك وتخلى عن حلمه في الوصول للبحار الدافئة وحافظ البحر الأسود على وضعه تحت السيطرة العثمانية.
ظهرت بعدها شائعة أن الإمبراطورة كاترين الثانية زوجة القيصر بطرس الأكبر قد عرضت مجوهراتها على بلطجي محمد باشا من أجل تركهم، وهو ادعاء ليس عليه دليل.